# П'єтро Гонелла
П'єтро Гонелла (також блазень Гонелла, або П'єтро на прізвисько Спідниця; бл. 1390, Флоренція — 1441, Феррара) — італійський гострослів, блазень при дворі герцогів Феррари д'Есте. Легендарний персонаж новел Франко Саккетті, Маттео Банделло й італійських народних казок.

## Біографія
Біографічні відомості про П'єтро Гонеллу недостатньо повні. Одні джерела згадують, що блазень Гонелла жив при дворі маркіза Феррари Обіццо III д'Есте (1294—1352), тобто у XIV столітті, інші стверджують, що він жив при дворі Нікколо III д'Есте (1393—1441), тобто через століття. Італійський гуманіст початку XV століття Доменіко Бандіні д'Ареццо повідомляє про якогось флорентійського лицедія П'єтро на прізвисько Гонелла. Дослідник італійської літератури Еммануїл Якович Єгерман пише:
Багато усних оповідань та анекдотів ходило всією Італією про мудрого і безстрашного блазня Гонеллу, який був чимось на зразок італійського Балакірєва. Найбільш гордовиті і самовпевнені синьйори змушені були змиритися перед логікою та гостротою його розуму; Гонелла вмів висловити все, що народ думав про свавілля влади, своєкорисливість і святенність ченців і білого духовенства, і вмів спритно уникнути розправи. На відміну від Балакірєва Гонелла був історичною особою (він жив у середині XIV століття), але образ його незабаром став надбанням фольклору. Таким він і увійшов до італійської новели. Про нього згадують Поджо Браччоліні та Джіральді Чінтіо; особливу увагу приділяє йому Банделло у своїй великій збірці новел.— Е. Егерман, «Итальянская новелла эпохи Возрождения»
Різні епізоди біографії Гонелли з часом обросли легендами, були предметами нескінченних жартів його сучасників, дали творчу їжу для італійських поетів і письменників, які у віршах і новелах писали про нього. Слава блазня Гонелли переступила межі Італії. Через півтора століття після його смерті (якщо дотримуватися версії пізнього його існування) автор роману про «Премудрого гідальго Дон Кіхота з Ламанчі» не міг не згадати блазня, описуючи худорлявість коня Дон Кіхота Росинанта: «Потім він оглянув свою шкапу і, хоча вона чотири ноги та недоліків у неї було більше, ніж у коня Гонелли, який tantum pellis et ossa fuit, знайшов, що ні Букефал Александра Македонського, ні Баб'єка Сіда не могли б з нею тягатися».

### Образ блазня Гонелли у літературі
|                                                                                     |  |  |
| Флорентійське та міланське видання «Фацецій» Арлотто, Гонелли та Барлакіо, 1568 рік |  |  |

У літературі образ блазня Гонелли неодноразово порівнювався з образом ще одного італійського блазня — Дольчібене, а також російського блазня Балакірєва, і німецького Уленшпігеля, польського Станчика, турецького Ходжі Насреддіна, англійських блазнів Скоггіна і Маркольфа тощо. Можливо, першим, хто опублікував анекдоти про Гонеллу, був якийсь літератор Франческо да Мантуя, який випустив у Болоньї у 1506 році «Фацеції Гонелли». У 1565 році гуморески про Гонеллу виходять знову у складі анонімної збірки «Facetie, motti, buffonerie et burle del Piovano Arlotto, Gonnella et del Barlacchia» («Гостроти, слівці, глузування і жарти Піовано Арлотто, Гоннели та Барлакіо»). Але писати про нього в Італії почали значно раніше. Першим, хто звернувся до жартів Гонелли, був Франко Саккетті, який жив у XIV столітті. Однак його «Триста новел» вперше вийшли лише у 1724 році.
Саккетті присвятив витівкам блазня Гонелли кілька новел зі своєї збірки. У новелі XXVII маркіз Феррари Обіццо д'Есте наказує блазню негайно забратися з очей геть і не сміти ступати на його землю, але спритний блазень повернувся до маркіза в возі з землею з Болоньї, і коли розгніваний маркіз намагається розквитатися з крутієм, він відповідає, що і не думав ступати на феррарську землю, а знаходиться на землі Болоньї. Маркіз залишився задоволений каламбуром Гонелли і відповів йому своїм каламбуром: «Гонелла, ти оманлива спідниця, така строката, що проти твого підступу мені бракує і розуму, і кмітливості».

У новелі CCXI розповідається «Про блазня Гонеллу, що продає на ярмарку в Салерно собачі випорожнення під виглядом пігулок, що мають нібито найбільшу силу, особливо для ясновидіння, і про те, як він, отримавши за це велику суму, виходить сухим з води». Вся сіль оповідання полягає в ключовій фразі Гонелли ошуканим покупцям, які скаржаться шахраю: «Маестро, ти надто дорого продав нам собаче лайно. Ми його виплюнули, як тільки поклали до рота». Відповідь блазня невдалим покупцям, яким він обіцяв, що вони знайдуть дар ясновидіння, був такий:
— А що я вам казав?

— Ти казав нам, що ми одразу станемо ясновидними.

 — Ви ж ними стали.
Цінність буфонади має новела CCXII Франко Саккетті, вона має антиклерикальний характер, що було не рідкістю у добу пізнього Середньовіччя та Раннього Відродження. Король неаполітанський Роберт доручає Гонеллі зіграти жарт над одним абатом, відомим своєю скупістю. Гонелла приходить до абата на покаяння і сповідається перед ним у своїй тваринній кровожерливості. Розігруючи перед абатом сцену агресії вовчого перевертня, він вишкірився на священника, ніби він збирався його з'їсти. Переляканий абат залишив своє багате абатське вбрання і втік, а його ризу доставили королю, за що Гонелла отримав щедру нагороду від двору. Блазень Гонелла не завжди був такий щасливий. Новела CLXXIV розповідає про те, як один купець добре відплатив шахраю за всі його плутні. Водночас Якоб Буркгардт повідомляв, що «придворний блазень будинку д'Есте не раз рятувався від покарання за допомогою злої іронії та здатності до помсти.
Жив двома століттями після Саккетті Маттео Банделло в новелі № XVII розповідає про трагічну смерть блазня Гонелли. Гонелла, все життя дурив інших, сам став жертвою жорстокого розіграшу одного з об'єктів своїх розіграшів — Маркіза Феррари Нікколо III д'Есте. Маркіз захворів на важку форму переміжної лихоманки. Блазень, бажаючи вилікувати свого пана, дізнавшись про спосіб чудесного позбавлення від хвороби за допомогою раптового переляку, вирішив випробувати його на своєму покровителі. Для цього він вибрав зручний момент і несподівано скинув під час прогулянки хворого маркіза в мілководдя річки По. Витівка блазня вилікувала його пана і поселила в ньому бажання відповісти жартівнику подібним жартом. Він оголосив про вигнання блазня за межі Феррари, але Гонелла, впевнений, що йому все сходить з рук, споряджає віз із землею з Падуї (подібний каламбур у варіанті Саккетті відбувався з Болонської землею) і відправляється до сюзерена в Феррару, де його за наказом маркіза заарештовують, з удаваними строгостями садять у в'язницю, щоб згодом інсценувати обезголовлення блазня. У момент кульмінації розіграшу блазень кладе голову на плаху, а кат виливає йому на голову відро холодної води. Блазень Гонелла, не довіряючи дотепності свого пана, все, що відбувається сприймав серйозно: «переляк бідного і нещасного Гонелли був такий великий, що душа його відійшла до Творця нашого», пише Банделло. Згідно з новелою, маркіз у своєму невдалому жарті пізніше жорстоко розкаявся.
Той же Банделло повідомляв про неабиякі артистичні здібності блазня: «Гонелла міг мімікою відтворювати риси обличчя інших людей і наслідувати всі діалекти Італії». Блазня охоче цитує непристойна героїня «Міркувань» (1534—1536) П'єтро Аретіно Нанна. На думку В. Ф. Шишмарьова, про Гонеллу існує цілий цикл оповідань, що належать різному часу і різних осіб; і «залежно від епохи змінювався і літературний вигляд Гоннелли». В італійських народних казках також є казки про веселого та винахідливого блазня Гонеллу. Зокрема, у збірці «Три апельсини» є казка «Як блазень Гонелла бився об заклад» про суперечку з Лоренцо Медічі (Медичі жив навіть пізніше «пізнього» Гонелли).
У новий час про витівки блазня Гонелли писав угорський письменник Іштван Рат-Вег. У книзі «Строкаті історії» є розповідь про те, як дружина феррарського правителя захотіла познайомитися з дружиною блазня Гонелли. Перед тим, як їх познайомити, шахрай попередив обох жінок про те, що інша тугувата на вухо, і в розмові один з одним їм слід говорити голосніше. Цей розіграш також вкотре був прощений Гонеллі. Куди менш невинний жарт був зроблений зі сліпцями біля церковної паперті. Гонелла сказав їм: «Ось вам талер, немає в мене дрібниці, поділіть між собою». При цьому він не дав їм нічого, але відійшов з компанією друзів убік і став спостерігати нещасних, як ті звинувачували один одного в приховуванні, поки справа не закінчилася бійкою, що потішила Гонеллу і його приятелів.
Одна з історій, переказаних Рат-Вегом, відноситься до герцога Феррарського Борсо д'Есте (1413—1471) — позашлюбного сина Нікколо III д'Есте. Гонелла якось вирішив прив'язати свого коня в його стайні. Дізнавшись про це, герцог наказав повністю обрізати хвіст у коня жартівника. У відповідь Гонелла робить нову витівку: у герцогських мулів він підрізав верхню губу. У цьому терпіння феодала закінчилося. Коли блазня привели до нього на розправу, той попросив герцога пройти з ним у стайню, де врізав Борсо так: «Та ви тільки погляньте на мого коня з лисим задом. Це просто сміх! Навіть мули і ті сміються з неї!» Найбільше угорського автора в цій історії вразило те, що в часи цих самих жартівників і любителів подібних жартів найдикіше варварство зі сміхом сприймалося як блискучий зразок дотепності. Протягом століть це варварство посміхається нам зі сторінок жартівливих збірок тієї епохи".
Сучасне прочитання біографії П'єтро Гонелли зробив російський драматург Олександр Афанасьєв (2005): «Блазень Гонелла. Казка-притча у трьох діях з піснями та танцями для дітей і їхніх батьків».

## Загадки слави блазня Гонелли
Коментатор роману «Дон Кихот» В. С. Узин повідомляє, що Гонелла був «блазнем одного з герцогів феррарських (XV ст.)»; але як про це міг знати Франко Саккетті, який жив у XIV столітті, залишається невідомим. О. О. Гастаєв вказує, що Гонелла у свій час служив неаполітанському королю. Мабуть, ім'я його стало загальним, або цим ім'ям називалися інші блазні, що чули про його славу. Про це ж говорить дослідник творчості Франко Саккетті В. Ф. Шишмарьов:
Інший професійний блазень — Гонелла, який, ймовірно, існував насправді, як думає Габотто, але об'єднав у своєму обличчі анекдоти, пов'язані спочатку з іншими аналогічними персонажами, і перетворився на тип, на узагальнену фігуру (нов. 27, 172, 173, 174, 211, 212 й ін.). До блазнів, витівки яких стають на той час справжнім мистецтвом і цінуються особливо на тлі постійних воєн та соціальної боротьби того часу, Саккетті повертається особливо охоче. — В. Ф. Шишмарьов. «Франко Саккетти»
Дослідник Лев Бердников зазначає, що сюжети про царських блазнів кочували самі по собі з покоління в покоління і часто не мали жодного відношення до реальної особистості того чи іншого блазня. Так, витівки легендарного блазня Петра I Балакірєва сягають рукописних і віршованих жартів про скомороху-шахрая і перекладних розповідей про Гонеллу, Станчика, Совеста Драле й інших.

## Портрет придворного блазня будинку д'Есте роботи Жана Фуке
Існує портрет П'єтро Гонелли ймовірно Жана Фуке, який тривалий час приписувався різним художникам. Він знаходиться в колекції Художньо-історичного музею у Відні. У каталозі музею значилося: "Портрет Гонелли, придворного блазня Феррари", "в стилі Альбрехта Дюрера з оригіналу Джованні Белліні". Зображення є погрудним портретом блазня, ніби незручно втиснутого у вузькі межі картини. Художник зобразив блазня літнім, неголеним, і це дозволило автору досягти того ефекту природності, який був немислимий на парадних портретах знаті. Голова Гонелли нахилена праворуч, руки схрещені, як на зображеннях мученика Христа, але на обличчі його аж ніяк не християнська, а саркастична посмішка. Портрет написаний маслом на дерев'яні дошки. Нині більшість мистецтвознавців схиляються до того, що автором портрета є французький живописець Жан Фуке, а його створення відносять до середини 1440-х років, на час подорожі Фуке до Італії. Таким чином, портрет блазня Гонелли міг бути написаний художником по пам'яті тільки після його смерті в тому випадку, якщо Фуке бачив його обличчя раніше. Портрет Гонелли став першим повноцінним зображенням блазня в живописі Західної Європи.
Американський поет Вільям Карлос Вільямс, вважаючи, що картина є автопортретом Пітера Брейгеля, присвятив їй свої вірші.

## Персонаж блазень Гонелла

### Франка Саккетті
- Новела XXVII. Маркіз Обіццо да Есті наказує блазню Гонеллі негайно забратися з очей геть і не сміти ступати на його землю, і що з цього вийшло.
- Новела CLXXII.
- Новела CLXXIII. Gonnella buffone predeto in forma di medico, capitando a Roncastaldo arca certi gozzuti, e ancora il Podestà di Bologna; e con la borsa piena si va con Dio, e loro lascia col danno e con le beffe.
- Новела CLXXIV. Блазень Гонелла вимагає у двох купців грошей, які він не мав отримати; один дає йому гроші, інший розплачується з ним тумаками.
- Новела CCXI. Про блазня Гонеллу, що продає на ярмарку в Салерно собачі випорожнення під виглядом пігулок, що мають нібито найбільшу силу, особливо для ясновидіння, і про те, як він, отримавши за це велику суму, виходить сухим з води.
- Новела CCXII. Про велике випробування, з якого з честю вийшов блазень Гонелла, вирушивши до Неаполя за часів короля Роберта та викравши у найбагатшого і найскупішого абата те, чого він ніколи ні в кого іншого викрасти не міг би, і про те, як він за це отримав найбільші дари від короля та його баронів.

### Маттео Банделло
- Частина четверта, новела XVII. Блазень Гонелла переляком виліковує від лихоманки, що перемежується, Нікколо Феррарського, який, бажаючи тим же способом посміятися над блазнем, стає причиною його смерті.

### Збірка італійських народних казок «Три апельсини»
- Як блазень Гонелла бився об заклад.

## Виконавці ролі блазня Гонелли
- Євген Весник у радіопостановці казки «Як блазень Гонелла бився об заклад». Інсценування М. Краківської, режисер Н. Кисельова. Всесоюзна студія грамзапису «Мелодія», запис 1980 року.